# 한국의 철학자 목록
대한민국과 조선민주주의인민공화국의 철학자의 가나다 순으로 담은 목록이다.
바로가기:
ㄱ
ㄴ
ㄷ
ㄹ
ㅁ
ㅂ
ㅅ
ㅇ
ㅈ
ㅊ
ㅋ
ㅌ
ㅍ
ㅎ

## ㄱ
- 강세형(1899~1960년)
- 강신주(1967년~)
- 강영안(1952년~)
- 강원용(1917~2006년)
- 강유원(1962년~)
- 고형곤(1906~2004년)
- 김경탁(1906~1970년)
- 김동길(1928년~)
- 김범부(1897~1966년)
- 김상봉(1906~1970년)
- 김성진(1946년~)
- 김영민(1958년~)
- 김용옥(1948년~)
- 김일훈(1909~1992년)
- 김재권(1934~2019년)
- 김태길(1920~2009년)
- 김태라
- 김태창(1934년~)
- 김형석(1920년~)

## ㄴ
- 나혜석(1896~1948년)
- 노재환(1961년~)

## ㄷ
- 도한호(1939년~)

## ㄹ
- 류영모(1890~1981년)

## ㅂ
- 박관순(1897~1980년)
- 박이문(1930~2017년)
- 박정자(1943년~)
- 박정하(1961년~)
- 박종홍(1903~1976년)
- 박중양(1872~1959년)
- 박찬기(1928~2017년)
- 박현영(1900~1955년)
- 변선환(1927~1995년)

## ㅅ
- 서동욱(1969년~)
- 서정범(1926~2009년)
- 손봉호(1938년~)
- 송두율(1944년~)
- 신일철(1931~2006년)
- 심경호(1955년~)

## ㅇ
- 안병욱(1920~2013년)
- 안호상(1902~1999년)
- 여명숙(1966년~)
- 여훈근(1935년~)
- 유서연(생년미상~)
- 윤김지영(생년미상~)
- 윤지선(1979년~)
- 윤홍식(1974년~)
- 이경직(1964년~)
- 이광래(1946년~)
- 이구영(1920~2006년)
- 이석윤(1933~2018년)
- 이유선(1963년~)
- 이정우(1959년~)
- 이종영(생년미상~)
- 이진경(1963년~)
- 이한기(1917~1995년)
- 이현재(생년미상~)
- 임지현(1959년~)

## ㅈ
- 장효희(1948~2003년)
- 정원식(1928~2020년)
- 정채기(1962~2013년)
- 정칠성(1897~1958년)
- 조병옥(1894~1960년)
- 조영식(1921~2012년)
- 조정환(1956년~)
- 진은영(1970년~)

## ㅊ
- 최두선(1894~1974년)
- 최영희(1921~2012년)
- 최우원(1955년~)
- 춘성(1891~1997년)

## ㅌ
- 탁명환(1937~1994년)
- 탁석산(1956년~)

## ㅎ
- 한갑수(1913~2004년)
- 한규복(1881~1967년)
- 한병철(1959년~)
- 한승조(1930~2017년)
- 한자경(생년미상~)
- 함석헌(1901~1989년)
- 현상윤(1893~1950년)
- 현영학(1921~2004년)
- 홍세화(1947년~)
- 황석영(1943년~)
- 황신덕(1898~1983년)
- 황애덕(1892~1971년)
- 황윤석(1929~1961)
- 허정숙(1902~1991년)

## 같이 보기
- 철학자
- 조선의 철학자 목록